# NGC 4968
NGC 4968 (również PGC 45426) – galaktyka soczewkowata (SB0), znajdująca się w gwiazdozbiorze Hydry. Odkrył ją John Herschel 25 marca 1836 roku. Należy do galaktyk Seyferta typu 2.